# Filep Karma
Filep Jacob Semuel Karma (Jayapura, 14 d'agost de 1959 - Jayapura, 1 de novembre de 2022) va ser un activista polític independentista de Papua Occidental. L'1 de desembre de 2004 va ajudar a aixecar la Bandera de l'estel de l'alba en una cerimònia a Jayapura, per la qual va ser acusat de traïció i condemnat a quinze anys de presó i alliberat el 19 de novembre de 2015. Les organitzacions Amnistia Internacional i Human Rights Watch van protestar contra la mesura i la primera el va designar pres de consciència.

## Orígens

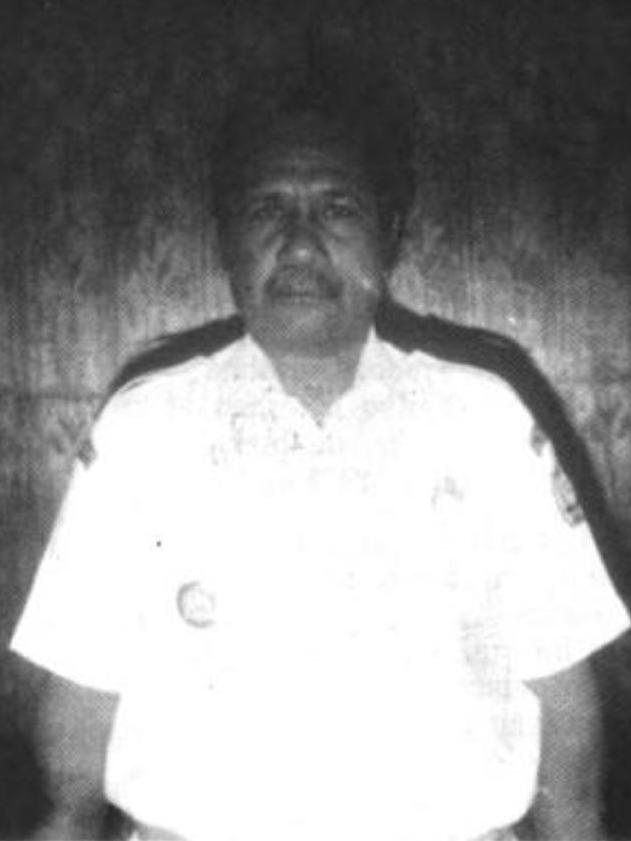
Andreas Karma

Nascut el 1959 a Jayapura, Nova Guinea Neerlandesa, es va criar en una família de classe alta activa en la política local. El seu pare, Andreas Karma, va ser un funcionari educat pels neerlandesos que va continuar treballant al govern d'Indonèsia després de la independència, servint com a regent de la ciutat de Wamena i la regió de Serui, i Constant Karma, un dels seus cosins, va exercir com a sotsgovernador de la província de Papua.
De nen va patir un torment que l'influenciaria al llarg de la vida, quan soldats de les Forces Armades d'Indonèsia (TNI) van irrompre a mitjanit a casa seva i van trencar els mobles de la família. L'atac va ser el resultat d'un error per haver confós dos familiars visitants de Biak amb els seus oncles, Sam Karma i Jan Pieter Karma, coronels del Moviment Papua Lliure (OPM). Va sospitar que l'informant va ser el seu parent, Fritz Karma, ja que era membre de la Policia Nacional Indonèsia (Polri) i informador del TNI, i la tarda abans de la batuda els va visitar.
Més tard va estudiar a la Universitat Sebelas Maret, situada a Surakarta, a l'illa de Java, per la qual cosa va obtenir un títol de grau i es va convertir en funcionari com el seu pare. El 1997 va viatjar a Manila per estudiar durant un any a l'Institut Asiàtic de Gestió però no va poder acabar els estudis. Karma va tenir dues filles amb la seva muller malaia-javanesa Ratu Karel Lina, anomenades Audryne i Andrefina.

## Hissada de bandera i penes de presó

La Bandera de l'estel de l'alba, utilitzada pels partidaris de la independència de Papua

Quan Karma va tornar de Manila, es va trobar l'illa de Java inundada de protestes contra el president Suharto. Es va implicar en el moviment i va començar a defensar la secessió de Papua Occidental d'Indonèsia.
El 2 de juliol de 1998 va dirigir una cerimònia per hissar la bandera de Papua Occidental a l'illa de Biak, després de la qual els activistes es van enfrontar amb la policia i van resultar ferits una dotzena d'agents. L'exèrcit indonesi va ocupar l'illa quatre dies després i va disparar contra els activistes; Karma va al·legar que més de 100 manifestants van ser assassinats i enterrats a les illes properes, tot i que es desconeix el nombre exacte de morts. Human Rights Watch va protestar contra les accions del govern indonesi, assenyalant que en els mesos següents, el règim «no va fer continuadament una investigació seriosa d'aquests incidents, ni va fer retre comptes als autors dels abusos contra la gent de Biak». El mateix Karma va ser ferit a les dues cames per bales de goma. Després va ser detingut, jutjat i condemnat a sis anys i mig de presó per traïció; la sentència va ser anul·lada en apel·lació després que Karma estigués a la presó durant deu mesos.
L'1 de desembre de 2004 va participar en una segona cerimònia d'hissada de bandera per a commemorar l'aniversari de la independència de Papua. Human Rights Watch va tornar a recriminar que les forces de seguretat indonèsies van disparar contra la multitud, matant a diversos independentistes, i Karma va ser arrestat de nou acusat de traïció a l'estat indonesi, aquesta vegada juntament amb el també activista Yusak Pakage.
En el judici contra ell, el jutge A. Lakoni Hernie va dir: «No portis aquí el nom del teu Déu [en aquest judici], ja estava mort» i li va donar el triple de la sentència que la fiscalia havia demanat. Karma va complir aquesta condemna de quinze anys a la presó d'Abepura, a Jayapura. Pakage va ser condemnat a deu anys de presó, que va complir fins a l'alliberament anticipat el 2010. Després del judici, els advocats de Karma van trobar el cap tallat d'un gos a la seva porta acompanyat d'una nota que deia «Mateu a Karma».

## Informes d'abús i ressò internacional
L'agost de 2008, 40 membres del Congrés dels Estats Units van enviar una carta al govern d'Indonèsia demanant l'alliberament de Pakage i Karma, en resposta a la qual una concentració de 100 persones va protestar davant de l'ambaixada dels Estats Units d'Amèrica a Jakarta.
L'any 2009, la Comissió Asiàtica de Drets Humans va declarar que, l'1 de febrer, els guàrdies havien colpejat Karma per haver tornat tard d'un permís de presó, trencant-li les ulleres i una de les parpelles. L'any 2010, Karma va poder concedir una entrevista a una emissora de ràdio local, en la qual va declarar que havia estat maltractat periòdicament per part de les autoritats penitenciaries: «M'han donat cops de puny, puntades de peu, m'han estirat. Però el que fa més mal és la tortura mental a la qual estem sotmesos». Un portaveu del Ministeri d'Afers Exteriors d'Indonèsia va respondre a la BBC News que «les denúncies d'abús de presoners sempre es van investigar i tractar adequadament».
El maig de 2010, els funcionaris de la presó li van denegar la petició mèdica de trasllat a Jakarta per rebre un tractament sanitari adequat, i Amnistia Internacional va tornar a emetre un avís sobre la seva seguretat. El desembre de 2010 va ser traslladat a una comissaria de policia de Jayapura després d'un motí a la presó, fet que va motivar de nou la reivindicació de Human Rights Watch per l'alliberament dels presos polítics i la protesta per la seva falta d'accés a l'assessorament legal. Poc després va ser traslladat de nou a la presó d'Abepura.
L'abril de 2012, Amnistia Internacional va emetre una nova alerta, quan l'organització va al·legar que els funcionaris de la presó es negaven a oferir-li tractament mèdic per a un possible tumor. Cinc mesos després, el setembre d'aquell any, Va rebre el tractament pertinent.

## Alliberament i mort
El 19 de novembre de 2015 va rebre l'alliberament anticipat, després de complir 11 anys de la seva condemna de 15 anys. Això formava part de la política de clemència del president Joko Widodo cap als presos polítics papús. A Karma se li va oferir l'alliberament a principis del 2015, però per principis es va negar a signar un document de perdó.
Aficionat al busseig (molo), el 12 de desembre de 2021 va ser declarat com a desaparegut després de bussejar a prop de l'hotel Tirta Mandala, Dok V, de Jayapura. L'endemà va ser trobat en vida, encallat a la platja de Skouw Yambe. L'1 de novembre de 2022 se'l va trobar mort amb un vestit de busseig a la platja Base-G, de Jayapura. Segons Frits Ramandey de la Comissió Nacional de Drets Humans (Komnas HAM) de Papua, no hi va haver indicis de joc brut i, probablement, es va ofegar mentre bussejava. El seu cos va ser sotmès a autòpsia.